# Воскресенское (Архангельская область)
Воскресенское — село в Вельском районе Архангельской области России. Входит в состав Благовещенского сельского поселения.
Основано предположительно не позднее XVI века.

## География
Находится в 1,5-2 километрах к западу от села Благовещенское, в 49 километрах к северу от Вельска, в 355 километрах к югу от Архангельска. Расположено в междуречье Устьи и Ваги вблизи места их слияния. Самое южное из сёл к западу и северо-западу от Благовещенского, имеющих общее название Слобода.
С севера к селу примыкает малая деревня Заручевье, на западе находится старица Ваги, на юге простирается лесной массив. По южной окраине проходит автодорога от М8 к селу Благовещенское.
Климат
Климат характеризуется как умеренно континентальный, с прохладным и дождливым летом.
- Среднегодовая температура воздуха — +2,7 °C
- Относительная влажность воздуха — 77,7 %
- Средняя скорость ветра — 1,5 м/с

Часовой пояс
Воскресенское, как и вся Архангельская область, находится в часовой зоне МСК (московское время). Смещение применяемого времени относительно UTC составляет +3:00.

## Население
| 2002 | 2010 | 2012 | 2014 |
| ---- | ---- | ---- | ---- |
| 97   | ↗263 | ↗273 | ↗302 |

## История
Село образовано не позднее XVI века, о чём можно судить по грамоте Ростовского митрополита Ионы от 20 февраля 1604 г., в которой было сказано: «Ровдинский приход к Слободско-Воскресенскому принадлежит изстари». В духовной Мелетия Козмина Ищеина от 1604 г. упоминается священник Поликарп Игнатьев. В списке 1677 г. с писцовой книги важеского воеводы думного дворянина Богдана Яковлева и подьячего Авдея Карпова, переписанном позднее в памятную книгу прихода, сказано: «Стан Слободский, великия волости слобода, а в ней погост Воскресенский, а на погосте храм Воскресения Христова, деревянный, шатровый с трапезою, на трапезе придел пророка Илии. Другой храм теплый Николая Чудотворца с трапезою, деревянный, с приделом Афанасия Александрийского, верх о пяти главах». По свидетельству священника и старожилов, современников составителей писцовой книги, «церковь Николая Чудотворца построена в 1645 г., церковь Воскресения Господня в 1653 г. на погосте, на церковной земле…».
Никольский храм сгорел в 1770-х г.г. Новый построен в 1782 г. Престолы: главный — Никольский, южный — Богоявленский, северный — Кирилло-Афанасиевский. Воскресенский храм (1653 г.) разобран по ветхости, вместо него построен новый по указу Консистории от 20 июля 1795 г., освящен в 1799 г. Престолы: в честь Воскресения Христова, Нерукотворного образа Спаса, прор. Илии, Владимирской иконы Божией Матери, вмч. Димитрия Солунского. Храмы располагались близ Кузнечевского и Павловского селений.
Приписная церковь: кладбищенская во имя иконы Божией Матери «Всех скорбящих Радость», построена в 1875 г.
Жертвователи: прихожане отставной боцман Павел Доильницын и крестьянин Степан Уродов пожертвовали колокол в 219 пуд. 35 ф.; Хиония Васильевна Доильницына — в 1832 г. колокол в 30 пуд., сребропозлащенные сосуды на 500 руб. ассигн.; Ирина Козмина Доильницына — в 1832 г. 300 руб. на поправку икон и на ризы для них; Илия Михайлович Петровский — в 1858 г.плащаницу на 638 руб. и несколько икон; Павел Даниилович Доильницын — хоругви на 32 руб. 75 коп., колокол в 60 пуд., 200 руб. для причта.
Священники: Поликарп Игнатьев 1604 г.; Савва 1619 г. (упом. в следственном деле о Судромском священнике Димитрии); Павел Фомин 1664 г. (упом. в купчей Петра Ларионовича Андреева); Леонтий Иванов 1677 г. (упом. в писцовой книге Богдана Яковлева); Евтихий и Василий Евтихиев (из местных крестьян, известны по устному преданию); Федор Васильев Павлов 1710—1752 г.г.; Иоанн Афанасьев Хайбутов 1753—1783 г.г.; Иоанн Иоаннов Кремлев 1763-3.4.1785; Иоанн Семенов Андреев 1785—1786 г.г.; Иоанн Михайлов Цыпин 1784-6.1.1807; Андрей Васильев Павловский 1787—1798 г.г.; Андрей Яковлев Михайлов 1798-17.1.1821; Андрей Семенов Елеазаровский 1807-2.8.1820; Иоанн Леонтиев Павловский 1820-27.9.1847; Павел Стефанов Лысков 1821—1836 г.г.; Кирилл Алексеев Рожин 1837—1849 г.г.; Павел Иоаннов Мефодиев 1843—1846 г.г.; Михаил Евсигниев Петухов 1847—1858 г.г.; Иосиф Анастасиев Павловский 1849—1853 г.г.; Алексий Андреев Кудрявин 1853—1858 г.г.; Александр Лаврентиев Бурмакин 1858—1870 г.г.; Павел Федоров Новиков 1858—1873 г.г.; Андрей Александров Нахоров 1870-4.6.1872; Андрей Васильев Ульяновский 1872—1875 г.г.; Аникита Алексиев Попов 29.3.1876-1881; Алексий Александров Бурмакин 1881—1885 г.г.; Мисаил Павлов Алексиевский 1885—1889 г.г.; Михаил Константинов Кириллов 1889-30.4.1894.; Молчанов Николай Семенович 1894-.

## Достопримечательности
- Угловая башня в ограде Объект культурного наследия № 2900618001№ 2900618001  памятник архитектуры
- Ворота ограды Объект культурного наследия № 2900618002№ 2900618002  памятник архитектуры

Сохранившиеся декоративные элементы ограды Слободско-Воскресенского погоста относятся к памятникам историко-культурного наследия регионального значения и датируются первой половиной XIX века. Сама церковь не сохранилась. На данный момент на территории погоста находится филиал ГАСУ АО «Вельский психоневрологический интернат». 